# 1718 Namibia
Az 1718 Namibia (ideiglenes jelöléssel 1942 RX) a Naprendszer kisbolygóövében található aszteroida. Marjy Väisälä fedezte fel 1942. szeptember 14-én.